# Silmariller
Silmariller, i J.R.R. Tolkiens fiktiva värld, är tre underbara ädelstenar skapade av Fëanor, som innehöll ljuset av Valinors två träd, Laurelin och Telperion. Namnet är en försvenskning av deras namn på alvspråket quenya, silmarilli, och betyder 'strålglans av rent ljus'.
Silmarillerna stals från Fëanor av valan Melkor, som därefter flydde tillbaka till sitt fäste Angband i norra Midgård. Efter dådet kom Fëanor att omnämna honom som Morgoth (av sindarinska mor, 'mörk', och goth, 'världens fiende'). Fëanor svor en ed att ta tillbaka dem, och många bland alvfolket noldor följde honom i exilen från Valinor, och drog samtidigt på sig Valars Dom, efter frände-dråpet vid Alqualondë. Efter många krig i Midgård mellan noldor och deras allierade mot Morgoths arméer, så gick slutligen valar med på att hjälpa alverna, och Valinors härar drog ut mot Morgoth i Vredens Krig. Efter att Morgoth blivit besegrad stal Fëanors två kvarvarande söner, Maedhros och Maglor, varsin silmarill, men både föll i vansinne. Maedhros kastade sig själv i en spricka i jorden och tog silmarillen med sig, medan Maglor slängde den andra i havet. Bara den tredje finns kvar, och bärs av Eärendil under hans seglatser över himlavalvet.